# Choi Yung-keun
Choi Yung-keun (kor. 최영근, ur. 8 lutego 1923  – zm. 20 lipca 1994 w Seulu) – południowokoreański piłkarz występujący podczas kariery na pozycji napastnika.

## Kariera klubowa
Choi podczas kariery piłkarskiej występował w klubie Seoul Army Club.

## Kariera reprezentacyjna
W reprezentacji Korei Południowej Choi występował w latach 50. 
W 1954 został powołany do kadry na mistrzostwa świata. Na mundialu w Szwajcarii wystąpił w przegranym 0-7 meczu z Turcją.